# Крейдяні відслонення (заказник)
Крейдові́ відсло́нення — один з об'єктів природно-заповідного фонду Луганської області, ботанічний заказник місцевого значення.

## Розташування
Ботанічний заказник розташований біля села Стрільцівка в Міловському районі Луганської області. Місцева назва крейдяних схилів — Чечівська Перерва (Чечівка — стара назва села Стрільцівка). Координати: 49° 17' 50" північної широти, 39° 50' 03" східної довготи .

## Історія
Ботанічний заказник місцевого значення «Крейдові відслонення» оголошений рішенням виконкому Луганської обласної ради народних депутатів № 92 від 24 березня 1992 року. Хоча одна з перших згадок цієї цікавої пам'ятки природи міститься ще в роботах В. І. Талієва. Унікальна місцева крейдолюбна флора неодноразово досліджувалася. Низка видів вперше для України були виявлені і описані саме тут.

## Загальна характеристика
Ботанічний заказник «Крейдові відслонення» загальною площею 30,0 га являє собою два окремих крейдяних останці правого корінного берега річки Комишної висотою до 70 м, з'єднаних сідловиною. Ґрунтовий покрив заказника утворений переважно еродованими дерново-карбонатними чорноземними ґрунтами малої потужності, що підстелені крейдою. На крутих схилах вони заміщуються рухляком та уламками крейди. Біля підніжжя схилів утворюються делювіальні шлейфи.

## Флора

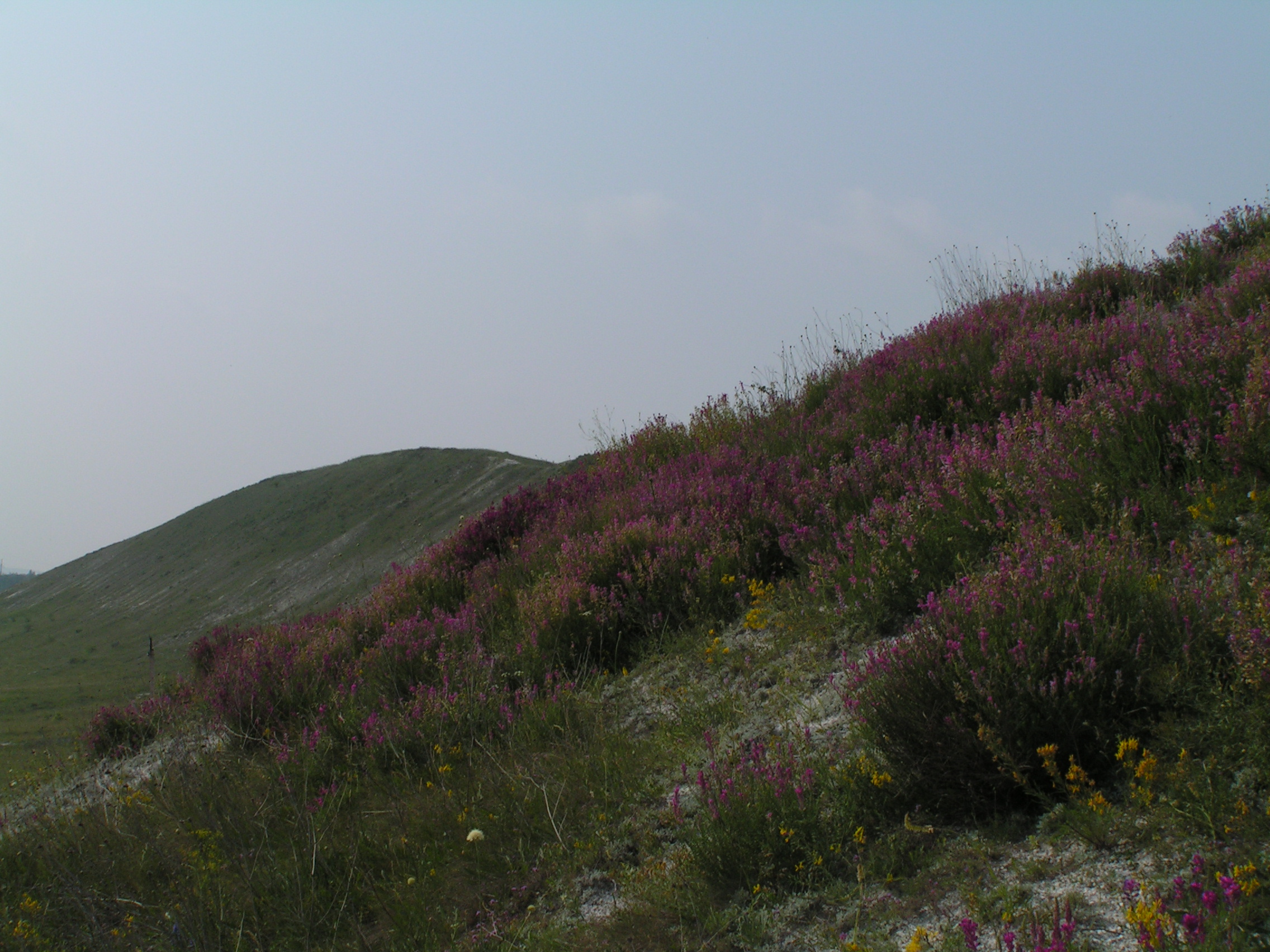
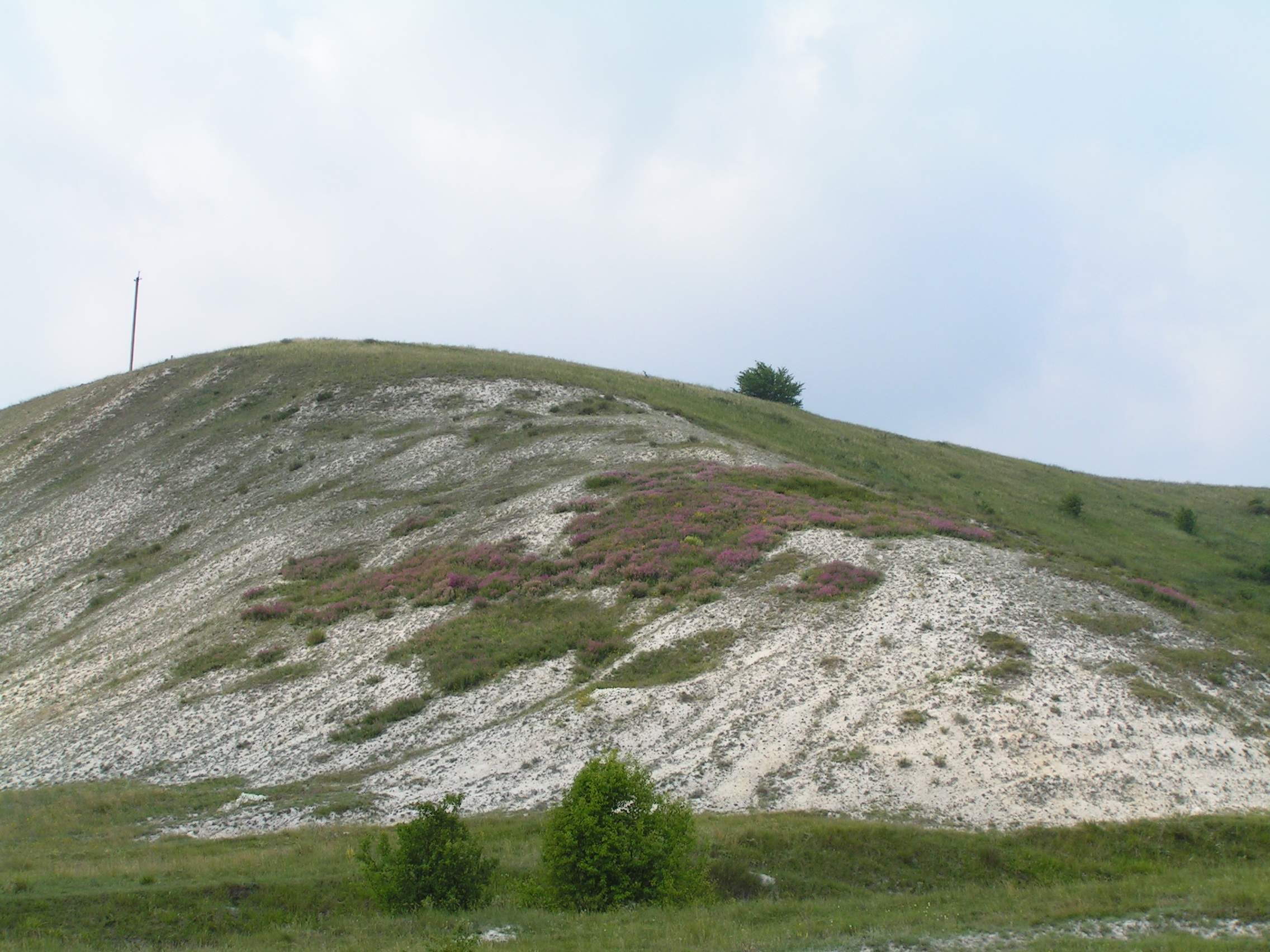
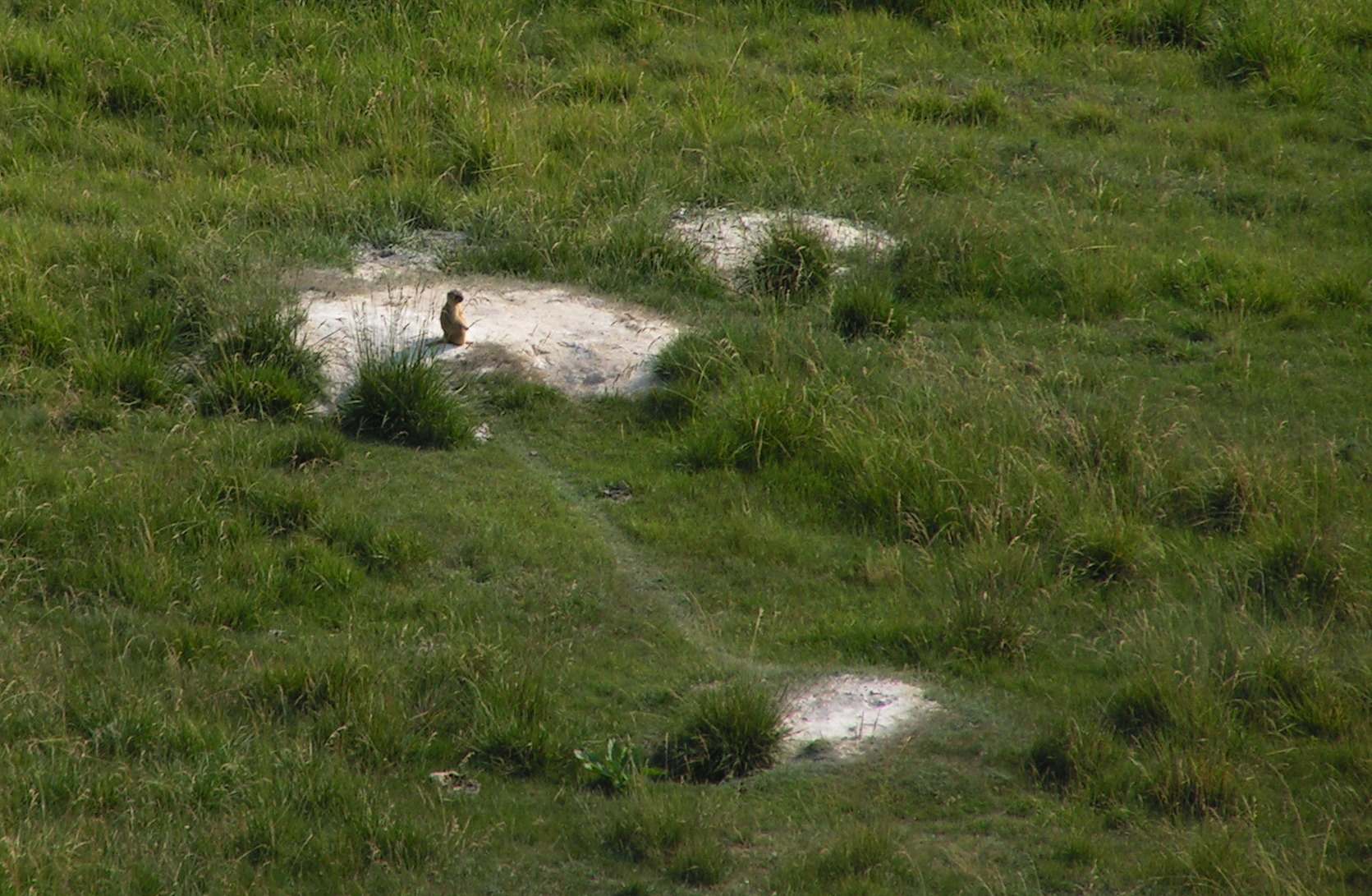
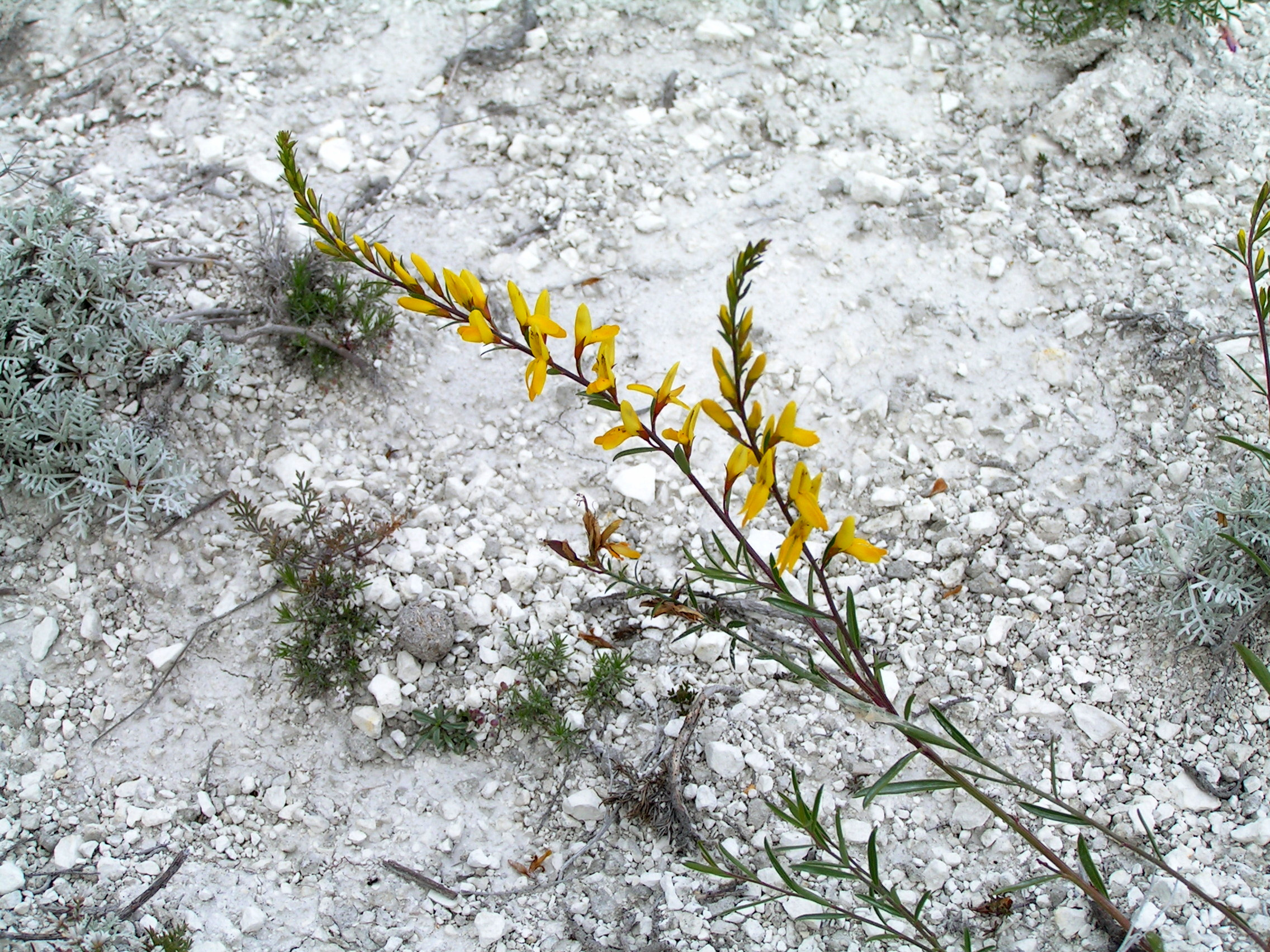
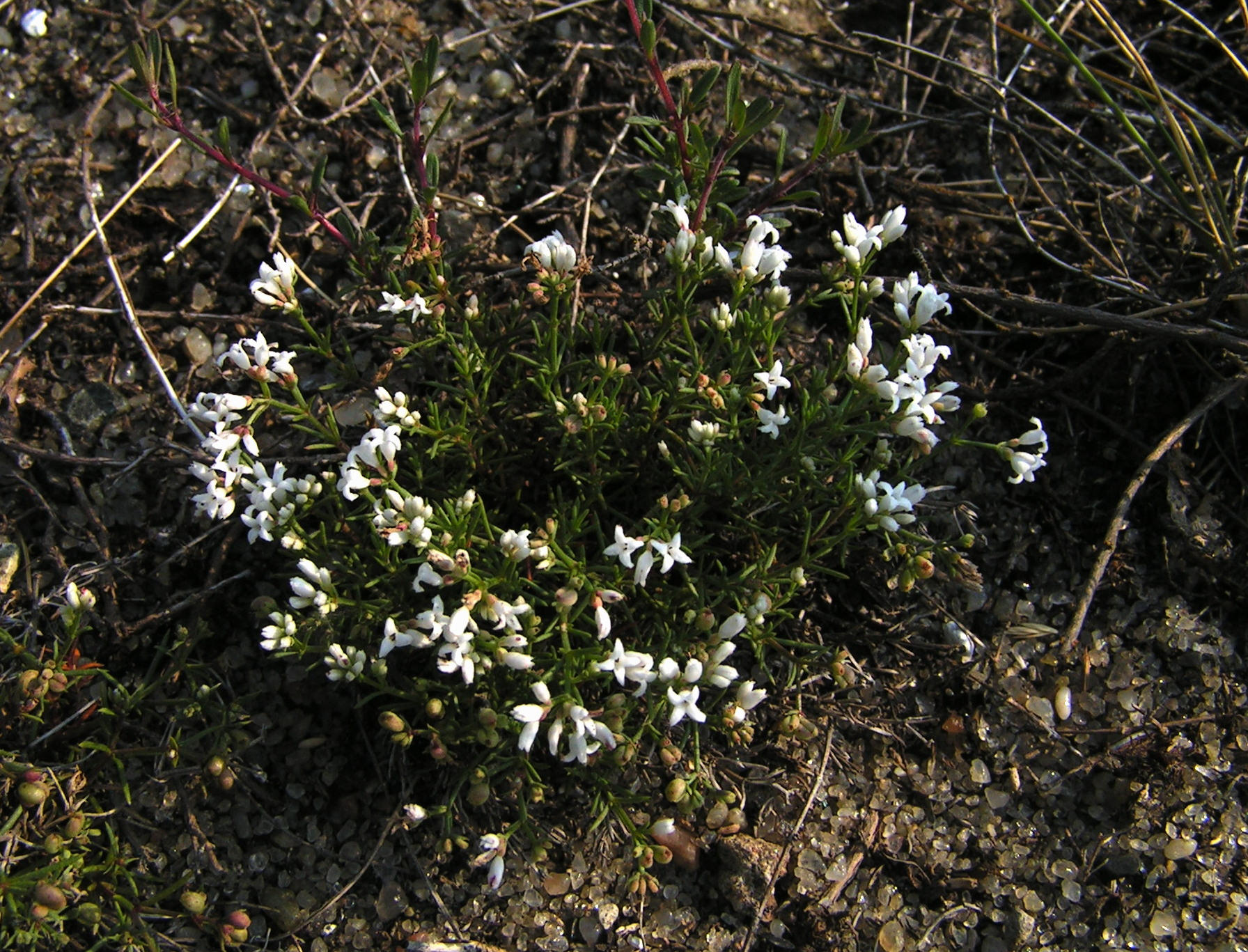
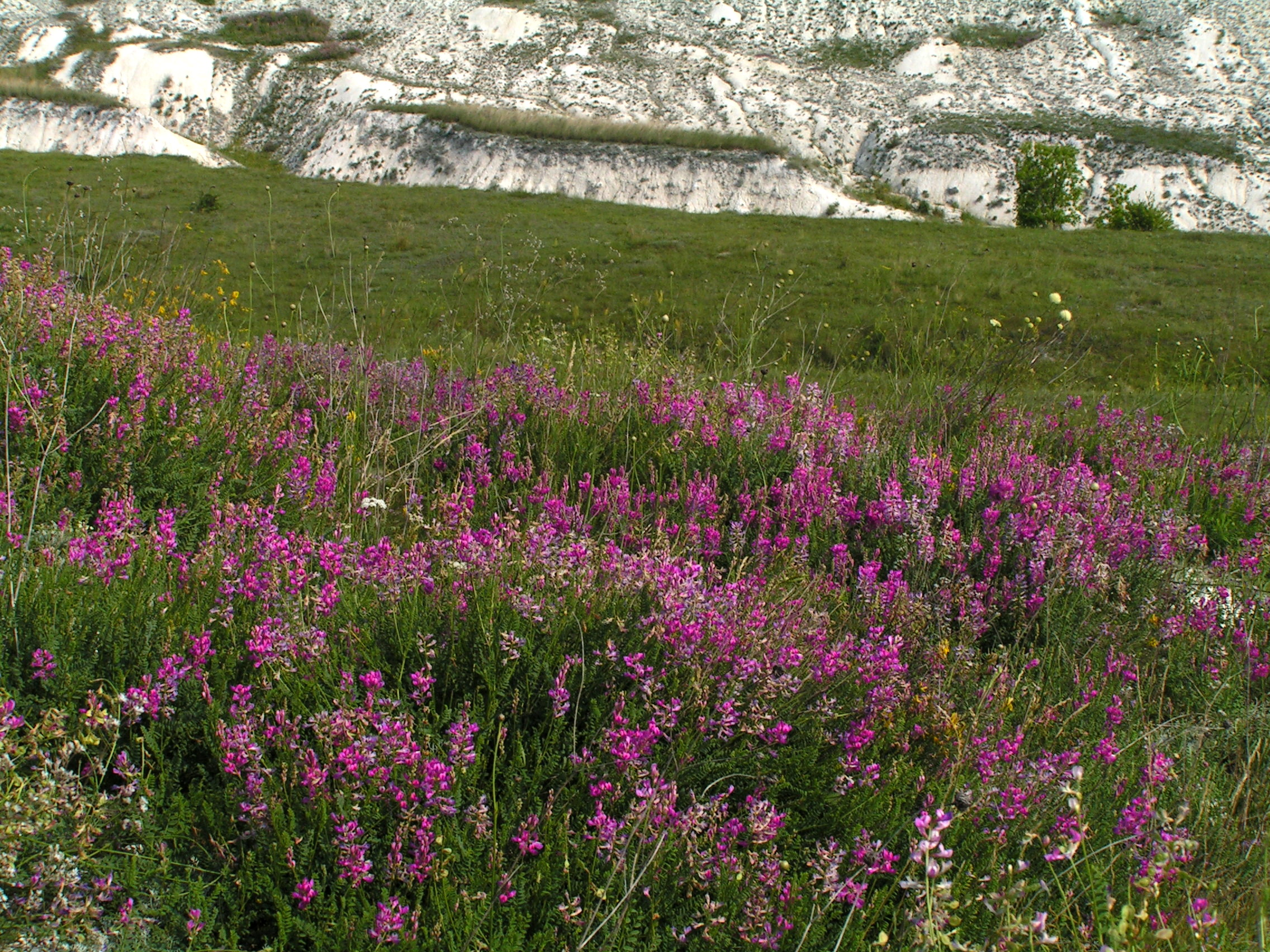
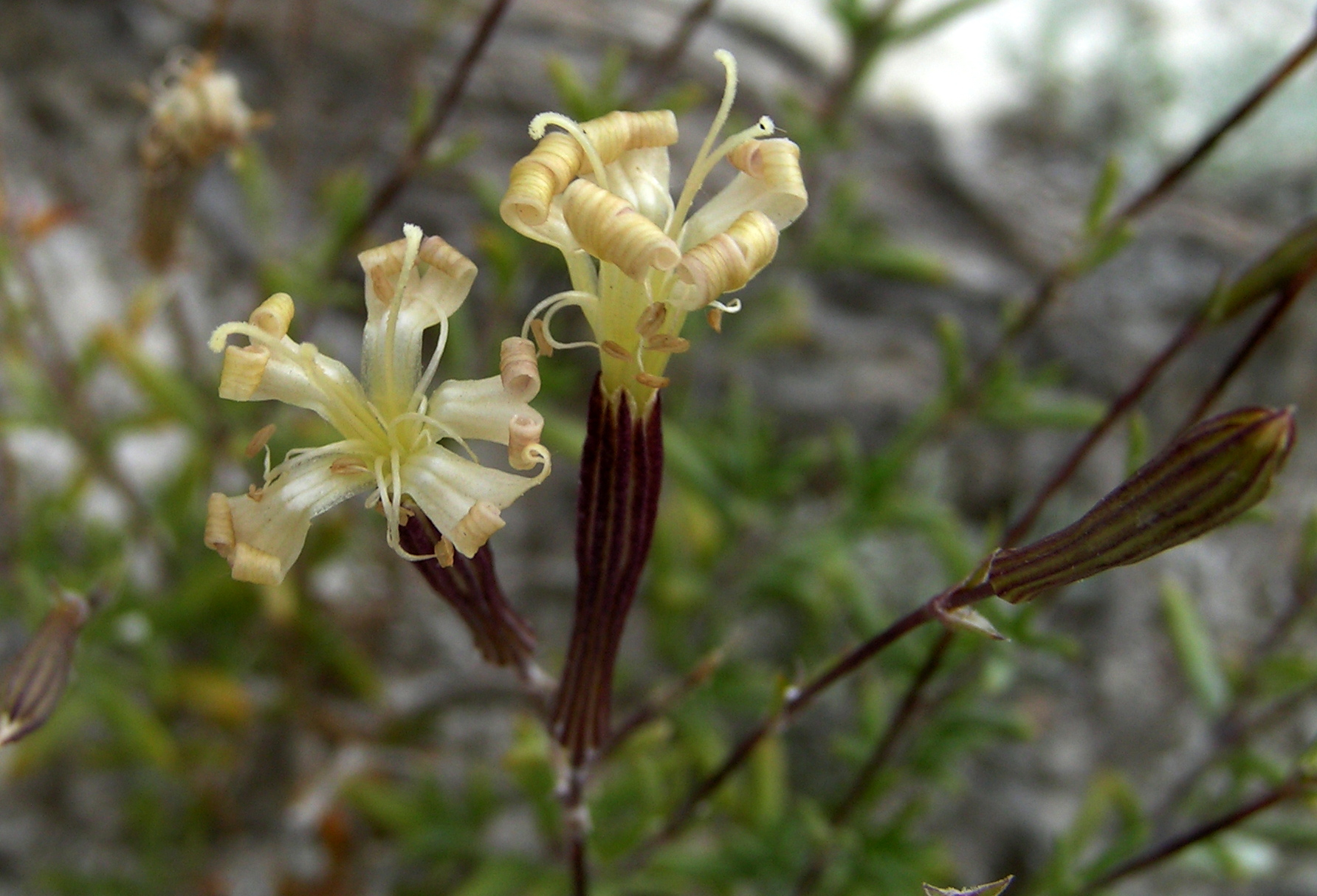
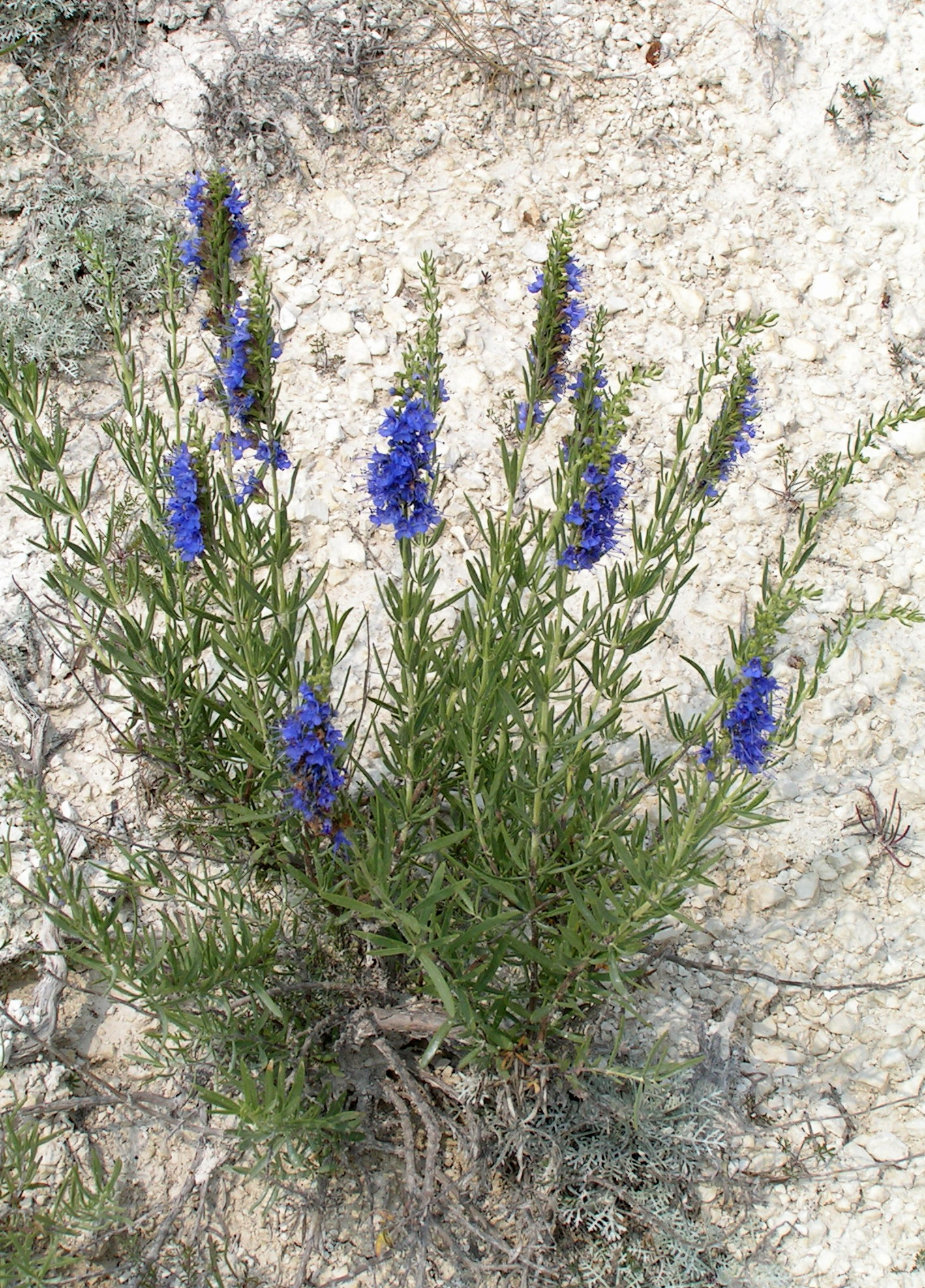

Заказник унікальний надзвичайно високою концентрацією ендемічних крейдових рослин та їх угруповань. Тут зростає 174 види судинних рослин, що відносяться до 34 родин та 118 родів. Серед них близько 20 видів є крейдяні ендеміки, що складає половину ендемічного ядра крейдяної флори південного сходу України. Це полин суцільнобілий, гісоп крейдяний, полин донський, льонок крейдовий, келерія Талієва, смілка крейдова, громовик донський, левкой крейдовий, льон український, бедринець каменелюбний тощо. Переважна більшість цих рослин занесена до Червоної книги України.
Основу рослинного покриву формують зональні угруповання різнотравно-типчаково-ковилових степів, які приурочені до вершин пагорбів і найпологіших ділянок схилів. Найпоширенішими є волосистоковилові та збійні типчакові (з кострицею валіською) угруповання. Вершини пагорбів займають піщано-степові угруповання з домінуванням костриці Беккера та зміївки розчепіреної, які поєднані з піщаними слабкогумусованими чорноземами та виходами третинних пісків. Значне місце у цих фітоценозах займає цмин піщаний.
Крейдяна флора утворює специфічні угруповання петрофітної рослинності і агломеративні угруповання, які приурочені до крутих схилів. Вони займають площу близько 12 га, або 40% території заказника. Найпоширенішими є чебречники (з чебрецем вапняковим), представлені також угруповання з домінуванням окремих екологічно однорідних видів, у тому числі гісопу крейдового, полину донського, бедринця каменелюбного, ранника крейдового, льонка крейдового, громовика донського. На схилах північної експозиції трапляються реліктові, рідкісні в Луганській області угруповання осоки низької, занесені до Зеленої книги України.
На вершині одного з пагорбів зростає стрічкоколосник ситниковий — центральноазійський вид родини Тонконогових. Це найзахідніша межа ареалу цього виду у світі та єдине його місцезнаходження в Україні.
Основи крейдяних останців оперізує вузька смуга солонців, з якими пов'язані своєрідні угруповання галофільних видів: безкильниці розчепіреної, подорожника морського, полину суцільнобілого.
Дуже рідкісною в Україні є солодушка крейдова — європейсько-сибірський крейдовий вид, занесений до Червоної книги України. Зарості цих рослин на схилах гори здалеку виглядають як окремі рожево-малинові плями на білому тлі крейдяного схилу. Рослини щорічно рясно цвітуть, утворюють життєздатне насіння.

## Фауна
Фауністичну цінність заказника являють численні поселення Бабака степового.